# Залучский район
Залучский район — административно-территориальная единица в составе Ленинградской и Новгородской областей РСФСР с центром в селе Залучье, существовавшая в 1927—1961 годах.
Залучский район в составе Новгородского округа Ленинградской области был образован в августе 1927 года из 10 сельсоветов Залучской волости, 2 сельсоветов Черенчицкой волости и части Налючской волости (все волости входили в Старорусский уезд Новгородской губернии).
Всего было образовано 13 сельсоветов: Большеостровский, Боровской, Будомицкий, Дегтяревский, Залучский, Засовский, Кузьминский, Липенский, Местецкий, Пересецкий, Стречновский, Сутокский, Черенчицкий.
В ноябре 1928 года были образованы Верясский, Лукинский, Рахлицкий и Шубинский с/с. Одновременно были упразднены Большеостровский, Будомицкий, Липинский, Местецкий, Пересецкий и Черенчицкий с/с.
В 1938—1940 годах Засовский с/с был переименован Большезасовский.
5 июля 1944 года Залучский район вошёл в состав Новгородской области.
В июне 1954 году были упразднены Стречновский и Сутокский с/с. В августе 1959 года Верясский с/с был переименован в Черенчицкий, а Лукинский — в Ляховичский. В апреле 1960 года был упразднён Кузьминский с/с и образован Дубковский с/с. Одновременно Большезасовский с/с был переименован в Матасовский.
22 июля 1961 года Залучский район был присоединён к Старорусскому району, а колхоз «Великая Дружба» — к Молвотицкому.